# Cochranella euhystrix
"Cochranella" euhystrix
Espèce
Synonymes
- Centrolenella euhystrix Cadle & McDiarmid, 1990

Statut de conservation UICN

 DD  : Données insuffisantes
"Cochranella" euhystrix est une espèce d'amphibiens de la famille des Centrolenidae. Depuis la redéfinition du genre Cochranella, il est évident que C. euhystrix n'appartient pas à ce genre mais aucun autre genre n'a pour l'instant été proposé de manière formelle.

## Répartition
Cette espèce est endémique de la province de Santa Cruz dans la région de Cajamarca au Pérou. Elle se rencontre à 2 610 m d'altitude dans la cordillère Occidentale.

## Description
Les mâles mesurent de 28,5 à 31,3 mm et les femelles de 31,1 à 33,6 mm.

## Publication originale
- Cadle & McDiarmid, 1990 : Two new species of Centrolenella (Anura: Centrolenidae) from northwestern Peru. Proceedings of the Biological Society of Washington, vol. 103, p. 746-768 (texte intégral).